# Lorenzo I di Milano
Lorenzo (V secolo – Milano, 507/511 circa) è stato arcivescovo di Milano dal 489 circa fino alla sua morte.
È venerato come santo dalla chiesa cattolica che lo ricorda il 25 luglio. Oggi il suo nome non appare più nel catalogo ufficiale dei santi ambrosiani.

## Biografia

### Inizio dell'episcopato
Una delle principali fonti per la vita del vescovo Lorenzo di Milano è Magno Felice Ennodio, futuro vescovo di Pavia (514-521), che Lorenzo accolse a Milano tra il 497 e il 499, e che compose diversi carmi ed in particolare la Dictio Ennodi diaconi in natale Laurenti Mediolanensis episcopi, scritta per l'anniversario dell'elezione episcopale del vescovo milanese.
Lorenzo apparteneva al clero di Milano e venne unanimemente eletto vescovo in età matura per succedere a Teodoro. Fu consacrato in primavera, probabilmente nel 489; infatti Lorenzo era già vescovo quando, nell'estate di quell'anno, Teodorico, re degli Ostrogoti, venne in Italia per porre fine al regno di Odoacre. Quando Odoacre pose l'assedio a Milano, Lorenzo si rifiutò di aprirgli le porte; alla fine la città cadde e Lorenzo venne fatto prigioniero. Liberato dalla cattività, ritornò in una Milano spopolata e devastata, che contribuì in modo determinante a ricostruire.
Tra il 493 e il 494 accompagnò il vescovo Epifanio di Pavia a Ravenna, presso la corte di Teodorico, per dissuaderlo dall'intento di privare della cittadinanza romana i prigionieri di guerra. Fu lo stesso Lorenzo a presentare pubblicamente tale richiesta, sottolineando nel suo discorso l'appoggio dato dai vescovi ai partigiani di Teodorico, reclamando giustizia per gli innocenti e clemenza per i colpevoli.
Secondo Ennodio, nei primi anni di episcopato, Lorenzo accolse presso di sé il giovane Aratore, infantulus e orfano, che educò come un proprio figlio.

### Lo scisma laurenziano
Come molti vescovi della sua epoca, anche il vescovo milanese venne coinvolto nello scisma che interessò la Chiesa di Roma a partire da novembre 498 con la duplice elezione di Simmaco e di Lorenzo.
Lorenzo non prese parte al primo concilio simmachiano, celebrato nel marzo del 499, dove apparentemente si risolse la questione della duplice elezione, con il riconoscimento di papa Simmaco. Tuttavia, dopo Pasqua del 501, si riaccese lo scontro, anche fisico, tra i sostenitori di Simmaco e il partito laurenziano, che si fece più acuto quando Simmaco convocò un secondo concilio, celebrato il 6 novembre 501, al quale prese parte anche il vescovo milanese, che si espresse a favore del legittimo vescovo Simmaco e delle sue posizioni.  Lorenzo si trova al primo posto sia nella lista delle presenze di questo concilio sia nella lista delle sottoscrizioni ai decreti conciliari.
Il partito laurenziano ottenne dal re Teodorico l'invio a Roma di un visitatore, che sospendeva momentaneamente le funzioni del papa, che a sua volta doveva presentarsi a Ravenna. È in questa occasione che Lorenzo, tramite il fidato Ennodio, aiutò il vescovo romano con cavalli e denaro per il suo viaggio verso la Romagna. Più tardi, Lorenzo, tramite lo stesso Ennodio, insisterà presso Simmaco o il suo entourage, per la restituzione del denaro prestato.
Simmaco non raggiunse mai Ravenna, perché temeva intrighi da parte dei suoi oppositori, e ritornò a Roma mentre si trovava già in viaggio. Questo lo mise in cattiva luce agli occhi di Teodorico, che ordinò la celebrazione di un nuovo concilio, che fu celebrato, dopo diverse convocazioni, il 23 ottobre 502, per giudicare l'operato del pontefice. Il concilio si svolse in un clima di tensione e di intimidazioni e molti vescovi preferirono abbandonare l'assemblea. Lorenzo rimase e questo suo atteggiamento gli valse un elogio da parte di Teodorico. Anche al concilio del 23 ottobre, che riabilitò definitivamente papa Simmaco, Lorenzo risulta il capofila nelle sottoscrizioni agli atti.

### Interventi successivi di Lorenzo e decesso
Secondo la testimonianza di Ennodio, tra il 503 e il 506, Luminoso, membro della cerchia di Simmaco, si trovava a Milano; in questa occasione Lorenzo si intrattenne con lui per cercare di ottenere il rimborso dei soldi prestati al papa per il suo viaggio a Ravenna.
Lo stesso Ennodio racconta delle relazioni che Lorenzo ebbe con il senatore Faustus Niger, con lo scambio reciproco di aiuti: Lorenzo ricevette alcuni muli dal senatore, che a sua volta ottenne dei servi (familia) e degli artigiani (artifices).
Ennodio in particolare celebra l'attività caritativa di Lorenzo e i suoi lavori di ricostruzione di Milano. Si deve infatti all'opera infaticabile del vescovo milanese l'edificazione della chiesa di San Sisto, di una basilica dedicata a diversi santi, di una domus con annesso oratorio (forse il palazzo vescovile); inoltre decorò con marmi il battistero e restaurò la basilica di San Calimero. Lorenzo inoltre ordinò a Ennodio di redigere una serie di Carmina che ricordassero i suoi predecessori a partire da sant'Ambrogio.
In un'epoca sconosciuta, Lorenzo prese parte alla consacrazione della basilica degli Apostoli, fatta costruire a Novara dal vescovo Onorato.
Secondo un antico Catalogus archiepiscoporum Mediolanensium,  l'episcopato di Lorenzo si colloca tra quelli di Teodoro I, per il quale non si hanno notizie storiche coeve, e di Eustorgio II, storicamente documentato a partire dal 510/511. Il medesimo catalogus gli assegna 22 anni di governo e lo dice sepolto il 25 marzo nella cappella di San Cassiano presso la basilica di San Lorenzo. Tradizionalmente, il suo episcopato è assegnato agli anni 490-512, che tuttavia devono essere corretti in base alla documentazione sincrona.
Una tradizione medievale, che non ha fondamenti storici, associa Lorenzo all'aristocratica famiglia milanese dei Litta.